# Ancienne tour téléphonique de Stockholm
L’ancienne tour téléphonique de Stockholm (appelée en suédois Telefontornet) était une structure métallique permettant de relier physiquement environ 5 000 fils téléphoniques de la capitale suédoise. Construit en 1887, ce pylône fut détruit à la suite d'un incendie en 1953.

## Histoire
En 1887, la Stockholms Allmänna Telefon AB commande une tour permettant de relier physiquement environ 5 500 lignes téléphoniques. Cette structure métallique quadrangulaire, construite en 1887 et haute de 80 mètres, est assez vite jugée laide par la population. La compagnie demande alors à l'architecte Fritz Eckert (sv) de réaliser des travaux d'embellissement, c'est lui qui conçut notamment les quatre tours d'angle.
Mais la tour se révèle vite obsolète, car au même moment, les compagnies téléphoniques commencent à privilégier l’enfouissement des câbles téléphoniques. Celui-ci est achevé vers 1913, et la tour est désormais inutile ; à partir de 1939, elle sert cependant de porte-enseigne publicitaire à la compagnie de téléphone. Le 23 juillet 1952, un incendie fragilise la structure qui est détruite par sécurité en 1953.

Différentes vues de la tour
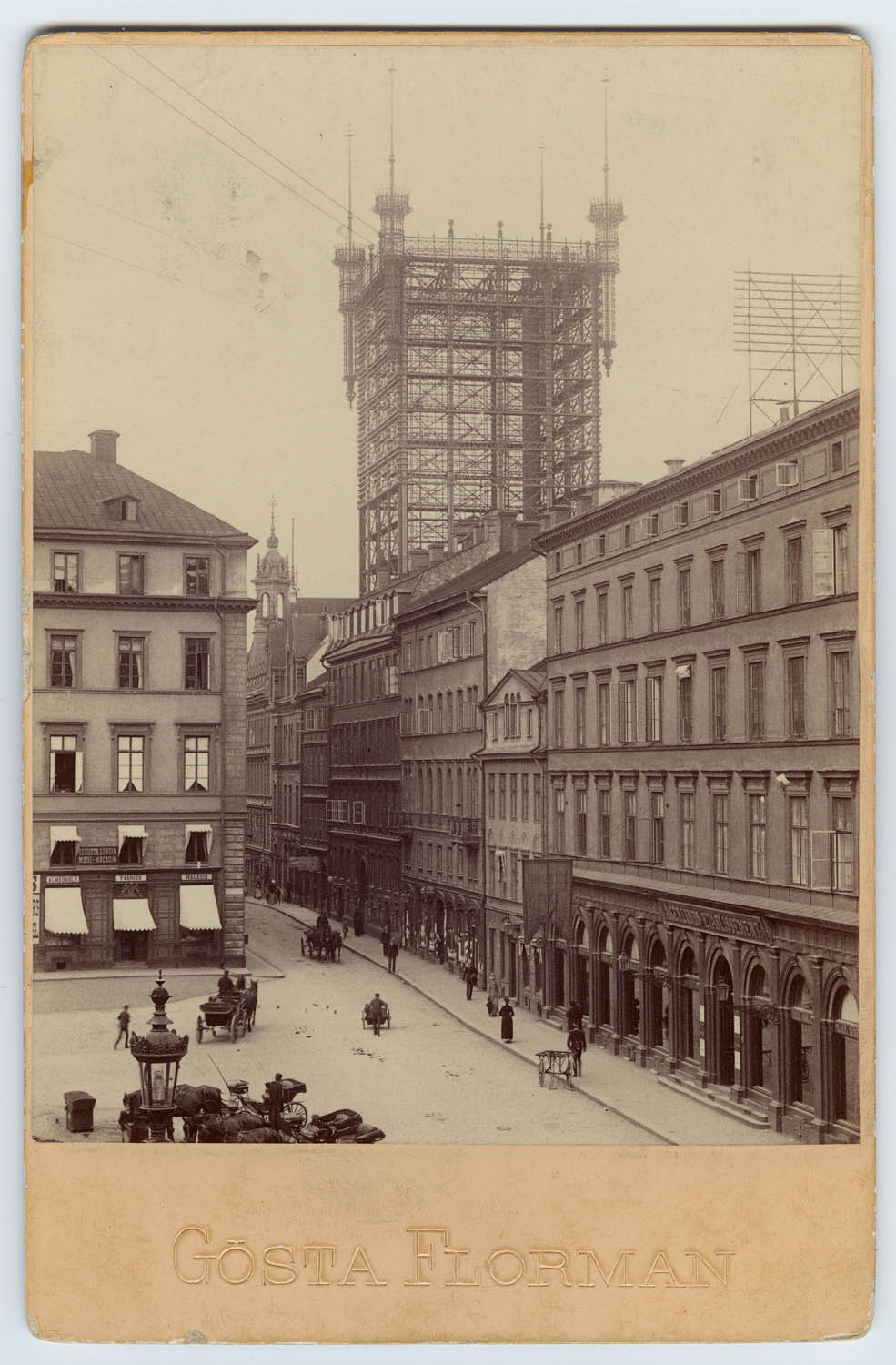
La tour de téléphone en 1891.
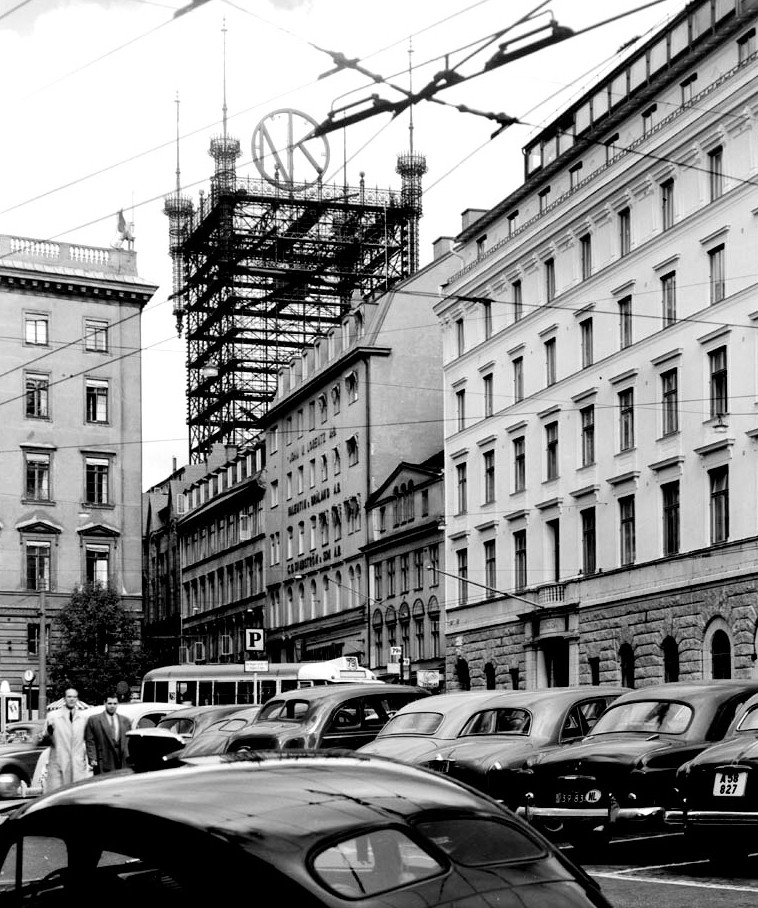
La tour de téléphone en 1952.
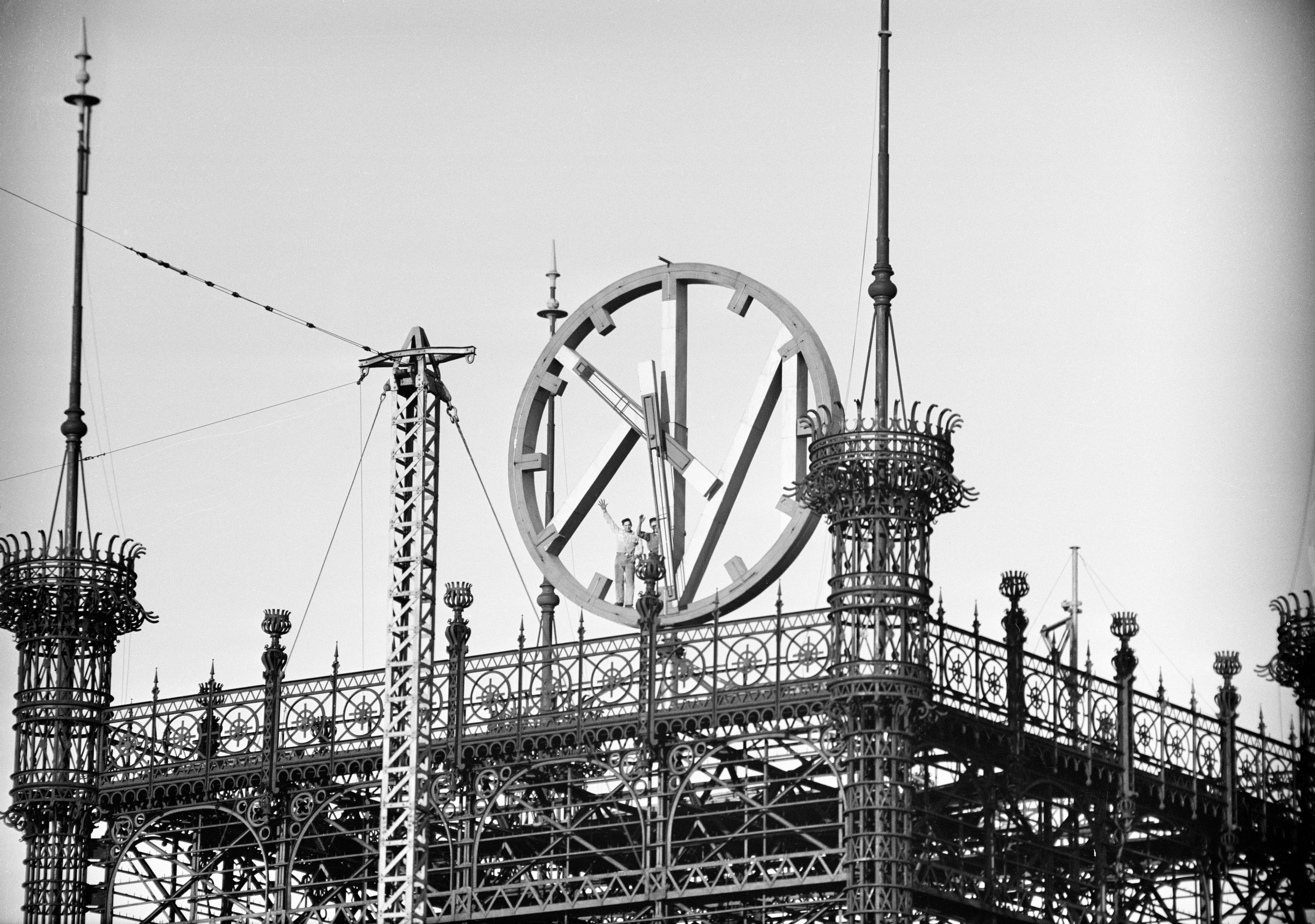
L'horloge installée sur la tour au début des années 1950.
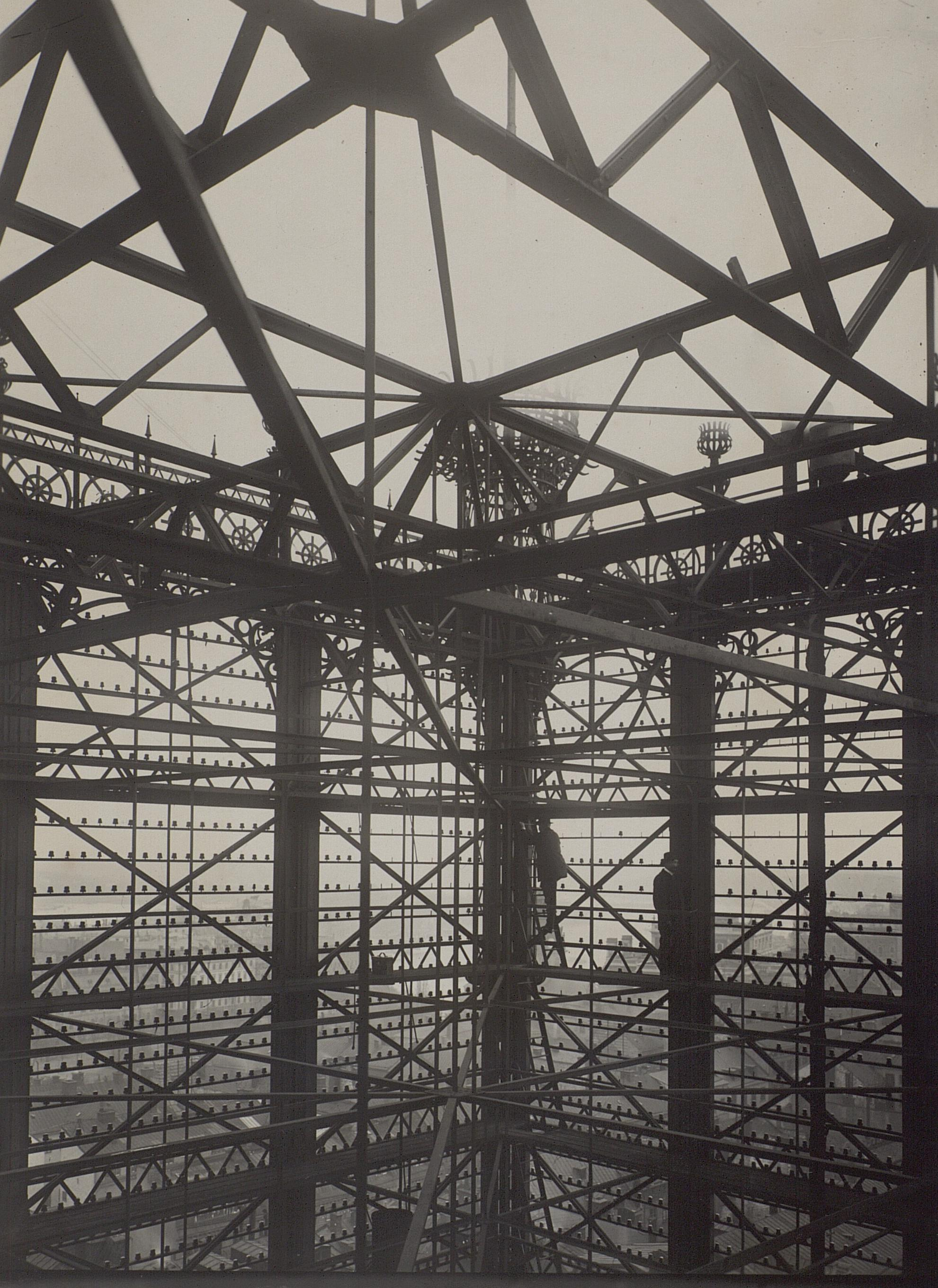
La structure intérieure de la tour.
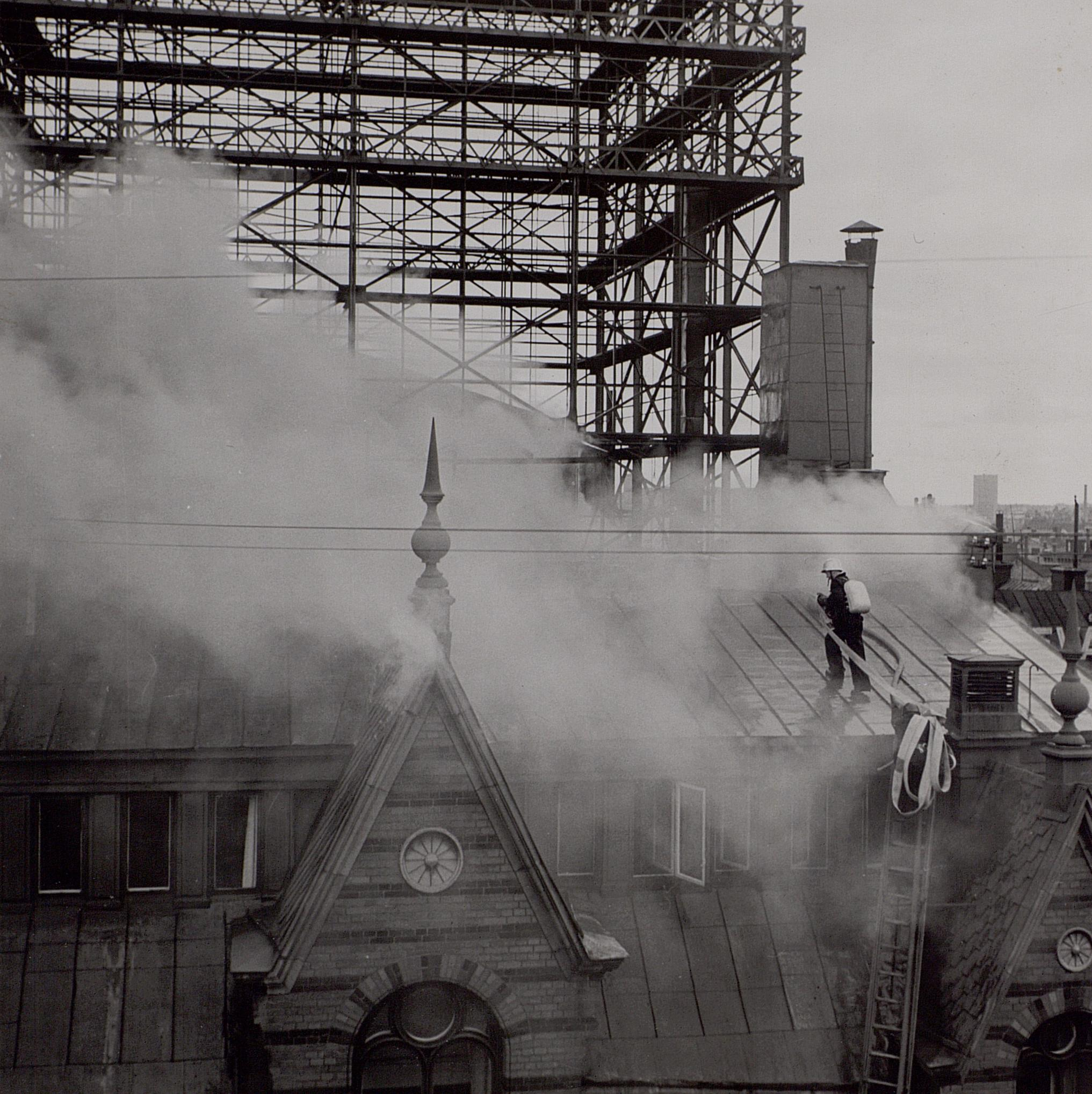
L'incendie de 1952.
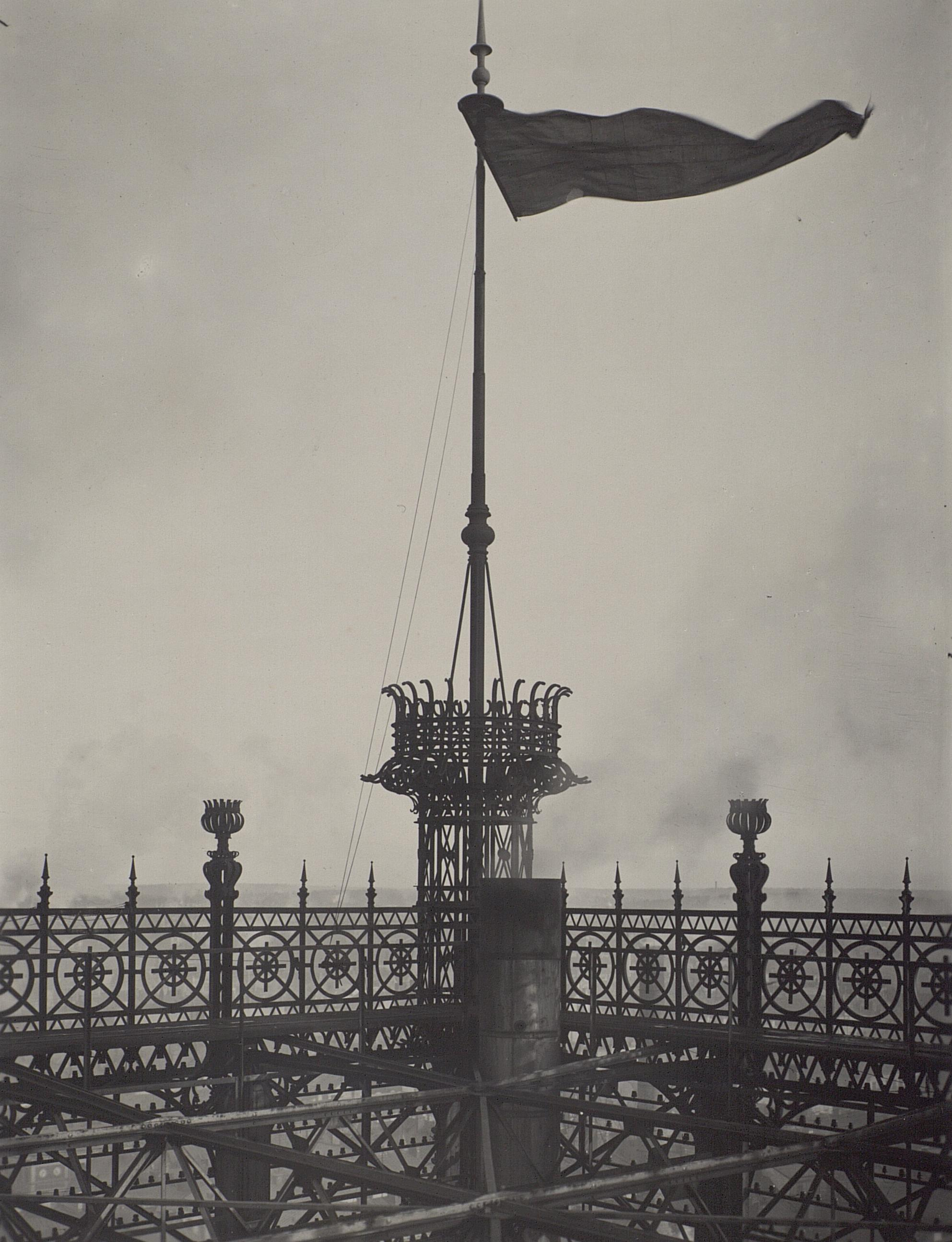
Un des quatre tours d'angle.
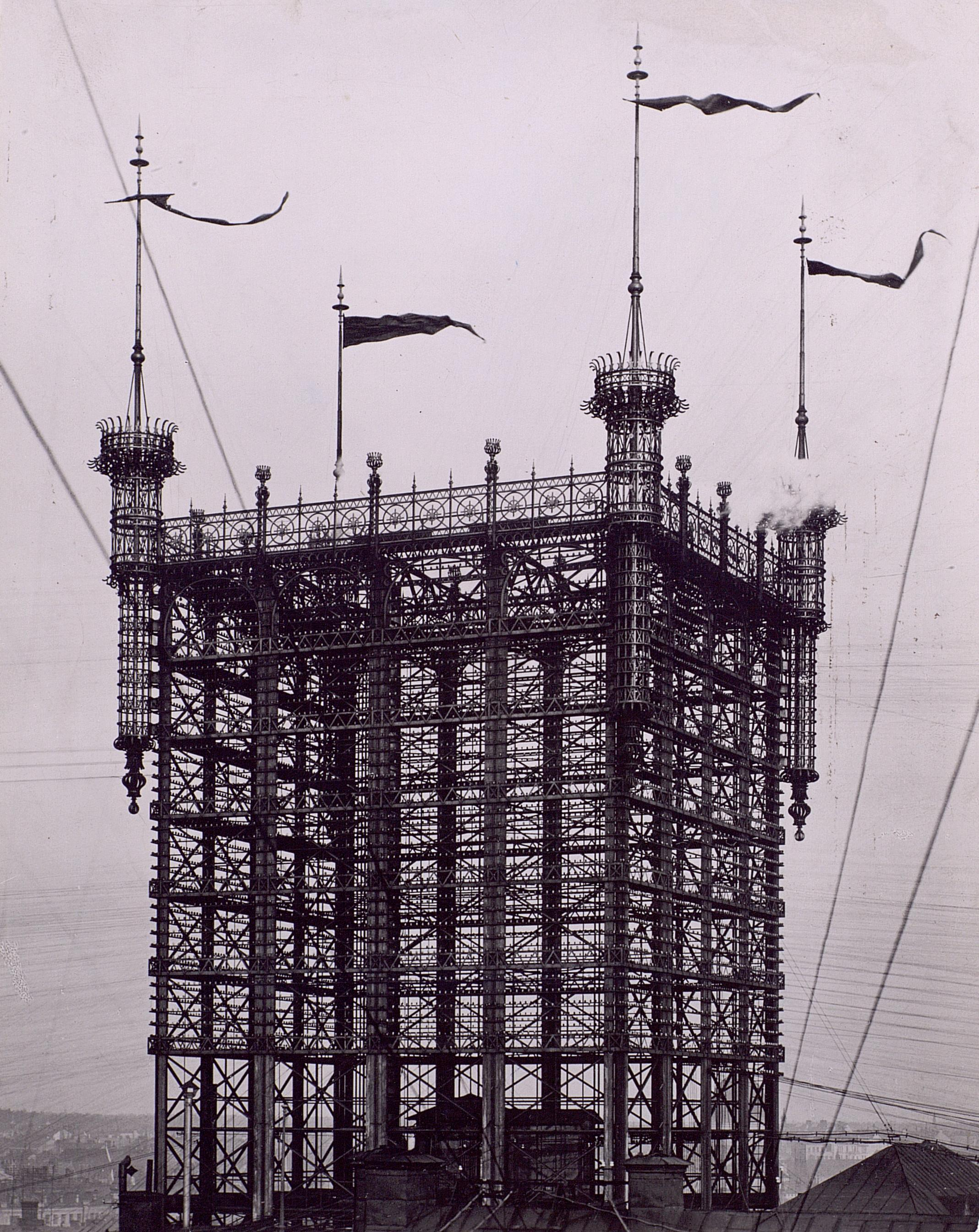
Vue générale.

### Sites externes
- Photographies de la tour de téléphone